# ميغيل رويز (كرة سلة)
ميغيل رويز (بالإسبانية: Miguel Ruiz) مواليد 20 ديسمبر 1990 في كاراكاس، هو لاعب كرة سلة فنزويلي. بدأ مسيرته الاحترافية في سنة 2012. يبلغ طوله 6 قدم 7.5 بوصة (2.0 م). مثّل منتخب بلاده. شارك في دورة الألعاب الأولمبية الصيفية سنة 2016. حقق المركز الأول في بطولة أمم الأمريكتين لكرة السلة 2015. لعب مع تروتاموندوس دي كارابوبو في الدوري الفنزويلي لكرة السلة وريجاتاس كوريينتس.

## سجل المنافسة
شارك في المنافسات التالية:
- الألعاب الأولمبية الصيفية 2016
- بطولة أمم الأمريكتين لكرة السلة 2015

## الميداليات
| الميدالية | المسابقة                             |
| --------- | ------------------------------------ |
| ذهبية     | بطولة أمم الأمريكتين لكرة السلة 2015 |

## روابط خارجية
- ميغيل رويز على موقع الاتحاد الدولي لكرة السلة (الإنجليزية)
- ميغيل رويز على موقع كرة السلة الأوروبية.كوم (الإنجليزية)
- ميغيل رويز على موقع ريلجم (الإنجليزية)
- ميغيل رويز على موقع بروبوليرز (الإنجليزية)
- ميغيل رويز على موقع سبورتس رفرنس (الإنجليزية)
- ميغيل رويز على موقع أوليمبيديا (الإنجليزية)